# Diskografie Karoliny Gočevy
Diskografie Karoliny Gočevy, makedonské zpěvačky, se k roku 2014 skládala z jedenácti studiových alb a 50 singlů a několika videoklipů. Nejpopulárnějšími singly jsou „Mojot svet“ (Eurovision Song Contest 2007), „Od nas zavisi“ (Eurovision Song Contest 2002) a mnohá další.

## Studiová alba
- Mamo, pušti me — Мамо, пушти ме (1992)
- Jas Imam Pesna — Јас имам песна (2000)
- Zošto Sonot Ima Kraj — Зошто сонот има крај (2002)
- Znaeš Kolku Vredam — Знаеш колку вредам (2003)
- Kad zvezde nam se sklope...kao nekada — 
Кад звезде нам се склопе… као некада (2003)
- Vo Zaborav — Во заборав (2005)
- U Zaboravu — У забораву (2006)
- Makedonsko Devojče — Македонско Девоjче (2008)
- Kapka Pod Neboto — Капка под небото (2010)
- Najubavi Pesni — Најубави песни (2012)
- Makedonsko Devojče 2 — Македонско Девоjче 2 (2014)

## Singly
- 1991: "Mamo, pušti me"
- 1992: "Srekjen pat"
- 1993: "Zamrznato srce"
- 1993: "Da nema sudbini"
- 1994: "Koj da ti kaže"
- 1995: "Isčekuvanje"
- 1996: "Ma, ajde kaži mi"
- 1997: "Tonovi tajni"
- 1998: "Ukradeni noḱi"
- 1998: "Čuden dožd"
- 1998: "Edna noḱ"
- 1998: "Kako da te otkačam"
- 1998: "Daj mi se"
- 1999: "Samo za tebe" (featuring Vrčak)
- 1999: "Sakaj me"
- 1999: "Bez ogled na se"
- 2000: "Nemir"/"Pomozi mi (duet s Toše Proeski)"
- 2000: "Za nas"
- 2000: "Milenium so tebe"
- 2001: "Ajde da letame"
- 2001: "Ti možeš"
- 2002: "Jamajka"
- 2002: "Ке bide se vo red"
- 2002: "Od nas zavisi"
- 2002: "Štom sakaš"/"Kad voliš"
- 2003: "Hipokrit"/"Začaren krug"
- 2003: "Ljubov pod oblacite"/"Ljubov ispod oblaka"
- 2003: "Sreščemo se opet" (cover "Nekogaš & negde" Vlada Janevskieho)
- 2004: "Znaeš kolku vredam"/"Znaš koliko vredim"
- 2004: "Ljubovta e moja religija"
- 2005: "Se lažam sebe"/"Lažem sebe"
- 2005: "Ruža ružica"
- 2005: "Vo zaborav"/"U zaboravu"
- 2006: "Ova srce znae"/"Teško srcu pada"
- 2006: "Bela pesna"/"Bjela pesma" (duet s Aki Rahimovski) (cover "Bela" Rista Samardžieva)
- 2006: "Umiram bez tebe"/"Umirem bez tebe"
- 2006: "Ti i ja (duet s Flamingosi)"
- 2007: "Mojot svet"
- 2007: "Jedan dan"
- 2007: "Napred Makedonija" (Vpřed Makedonie)
- 2007: "Kad te nema"
- 2008: "Dafino vino crveno"
- 2008: "Ptico malečka", "Za kogo?"
- 2009: "Kraj"
- 2009: "Zaboravi' ft OT bend"
- 2010: "Za godina dve"
- 2010: "Ne se vrakaš"
- 2012: "Toj"
- 2013: "Čalgiska"
- 2014: "Dve liri"